# Nanci Griffith
Pour les articles homonymes, voir Griffith.
Nanci Caroline Griffith, née le 6 juillet 1953 à Seguin (Texas) et morte le 13 août 2021 à Nashville (Tennessee), est une chanteuse, guitariste et compositrice américaine.

## Biographie
Nanci Griffith est née à Seguin (Texas). Sa carrière a enjambé une variété de genres musicaux, principalement country, folk, et ce qu'elle appelle « folkabilly ». Nanci Griffith a gagné un Grammy Award pour le Meilleur album folk contemporain en 1994 pour son enregistrement, Other Voices, Other Rooms. Cet album présente Griffith reprenant les chansons d'artistes qui ont été ses principales influences. L'une de ses chansons les plus connues est From a Distance qui a été écrite et composée par Julie Gold, bien que la version de Bette Midler ait obtenu un plus grand succès commercial. De même, d'autres artistes ont parfois obtenu plus de succès que Nanci Griffith elle-même avec des chansons qu'elle a écrites ou co-écrites. Par exemple, Kathy Mattea a été top cinq de la musique country avec une reprise en 1986 de Love at the Five and Dime de Nanci Griffith et Suzy Bogguss a eu l'un de ses plus grands succès avec Outbound Plane de Nanci Griffith et Tom Russell.
En 1994, Nanci  Griffith s'est associée à Jimmy Webb pour contribuer à la chanson If These Old Walls could Speak dans l'album au profit de la lutte contre le sida Red Hot + Country produit par la Red Hot Organization. Nanci Griffith a survécu à un cancer du sein diagnostiqué en 1996 et à un cancer de la thyroïde en 1998.
Nanci Griffith est morte à Nashville le 13 août 2021 à l'âge de 68 ans.

## Discographie
- BF DEAL Sampler Vol 1 - Three songs by Nanci Griffith (1977)
- There's a Light Beyond These Woods (1978)
- Poet in My Window (1982)
- Once in a Very Blue Moon (1984)
- The Last of the True Believers (1986)
- Lone Star State of Mind (1987)
- Little Love Affairs (1988)
- One Fair Summer Evening (1988)
- Storms (1989)
- Late Night Grande Hotel (1991)
- Other Voices, Other Rooms (1993)
- Flyer (1994)
- Blue Roses from the Moons (1997)
- Other Voices, Too (A Trip Back to Bountiful) (1998)
- The Dust Bowl Symphony (1999)
- Clock Without Hands (2001)
- Winter Marquee (2002)
- Hearts in Mind (2004)
- Ruby's Torch (2006)
- The Loving Kind (2009)
- Intersection (2012)